# Дворяшин, Юрий Александрович
Ю́рий Алекса́ндрович Дворя́шин (род. 3 мая 1947, Ачинск, Красноярский край) — российский литературовед, доктор филологических наук, профессор. Ведущий научный сотрудник ИМЛИ РАН. Действительный член Международной педагогической академии и Академии социальных технологий. Член правления Сургутского фонда российской словесности. Член Союза писателей России (с 2002 года). Организатор Шолоховского музея на базе Сургутского государственного педагогического университета.

## Биография
Значительную часть юности провел на Украине, в Харьковской области. Первые публикации появились ещё в школьные годы в областной и районной газетах. В 1966 году переехал в Тюменскую область, был принят на филологический факультет Ишимского пединститута (окончил с отличием). В течение года работал учителем сельской школы, в 1971 поступил в аспирантуру Ленинградского пединститута им. А. И. Герцена.
В 1975 году окончил аспирантуру, защитил кандидатскую диссертацию и вернулся на работу преподавателем Ишимского пединститута. С этого времени судьба русской литературы — постоянный и неизменный предмет размышлений, поисков, исследований и собственного творчества. Его критические рецензии, литературоведческие статьи появляются в центральных и сибирских журналах: «Русская литература», «Звезда», «Литературная Россия», «Литература в школе», «Сибирские огни» и проч.
Постепенно литературоведческие изыскания Ю. А. Дворяшина все более сосредоточивались на осмыслении творчества М. А. Шолохова. Результатом анализа его произведений стали две большие работы «М. А. Шолохов и русская литература 20-30-х годов о судьбе крестьянства» и «Роман М. А. Шолохова „Поднятая целина“: диалог с современностью». Своеобразной оценкой глубины и значимости этих исследований является последовавшее со стороны Института мировой литературы им. А. М. Горького (Москва) приглашение участвовать в подготовке академического издания собрания сочинений Шолохова и «Шолоховской энциклопедии». Работой в этом направлении Юрий Александрович занимается последние годы. Юрий Александрович Дворяшин внес весомый вклад в подготовку научного издания романа М. А. Шолохова «Тихий Дон» (1 — 2 кн.) и подготовку научного издания романа М. А. Шолохова «Поднятая целина».
В течение трех лет (с 1996 по 1999 гг.) создал кафедру литературы Сургутского пединститута. В 2001 году с группой сургутских журналистов, деятелями культуры создали Фонд развития российской словесности — уникальное литературное объединение, ведущее активную просветительскую и организационно-творческую работу.
Кроме непосредственной исследовательской деятельности, активно участвует в организации литературной жизни округа. Являлся главным редактором научно-просветительского журнала «Мир Шолохова» (до 2024 г.), главным редактором литературно-художественного альманаха «Сургут» (№ 2-3), «Сургут-литературный» (№ 4-9), ответственным редактором «Шолоховского вестника» (№ 1-4).

## Награды
- Отличник народного образования.
- Почетный работник высшего профессионального образования Российской Федерации.
- Почетный профессор Сургутского государственного педагогического университета.
- 2003 г. — Премия имени Д. Н. Мамина-Сибиряка (за совокупность работ по исследованию творчества М. Шолохова и значительный вклад в российское литературоведение).
- 2007 г. — Заслуженный деятель науки Российской федерации.
- 2008 г. — Международная премия им. М. А. Шолохова.
- 2009 г. — Всероссийская литературная премия «Югра».

## Основные работы
- Шолохов и русская проза 20-30-х годов о судьбе крестьянства: Пособие к спецкурсу/ Новосибирский пед. ин-т. — Новосибирск, 1992. — 92 с.
- Шолохов и русская литературная классика второй половины XX века. М.: Фонд «Шолоховская энциклопедия», 2008. — 168 с. Валентин Распутин — Михаил Шолохов: преемственность миссии/ Творчество В. Г. Распутина в контексте отечественной литературы: Сборник научных статей и материалов/ Отв. ред. Ю. А. Дворяшин. — Сургут: РИО СурГПУ, 2008. — 143 с. — С. 8 — 21.
- О судьбе Ивана Макарова/ Литературно-художественный альманах «Сургут» № 1/ Гл. ред. А. П. Зубарев. — Сургут: Сургутский городской фонд словесности; Средне-Уральское книжное издательство, 2004. — 192 с. — с. 139—144.
- Постижение Сибири. Очерки просвещения и культуры Тюменского края. Сургут, 2004.
- Сургутские дни Валентина Распутина/ Литературно-художественный альманах «Сургут» № 2/ Гл. ред. Ю. А. Дворяшин. — Сургут: Сургутский городской фонд словесности; Средне-Уральское книжное издательство, 2005. — 260 с. — с. 198—203.
- Шолохов: грани судьбы и творчества. М.: Изд. Дом Синергия, 2005.
- Подвиг художника (Трагедия народа в финале «Тихого Дона») / Литературно-художественный альманах «Сургут» № 3/ Гл. ред. Ю. А. Сургут: Сургутский городской фонд развития словесности; Издательский Дом «Синергия», 2005. — 200 с. — с. 142—167.
- Право выбора. Ю. Дворяшин в беседе с Я. Черняком/ Литературно-художественный альманах «Сургут литературный» № 5/ Гл. ред. Ю. А. Фонд «Словесность»; Издательство «Зауралье», 2008. — 168 с. — с. 3-8.
- Современники в переписке с М. А. Шолоховым/ Шолоховский вестник № 1: Сборник статей, материалов и документов/ Отв. ред. Ю. А. Сургут: Диокрит, 2007. — 96 с. — с. 62 — 81.
- Восхождение (М. А. Шолохов в судьбе и творчестве В. М. Шукшина)/ Шолоховский вестник № 3: Сборник статей, материалов и документов/ Сургут: Диокрит, 2008. — 133 с. — 3 — 17.
- Шолохов и русская литературная классика второй половины XX века. М., 2008.
- О киносценарии М. А. Шолохова «Поднятая целина»/ Шолоховский вестник № 3: Сборник статей, материалов и документов/ Отв. ред. Ю. А. Сургут: Диокрит, 2008. — 133 с. — с.80 — 84.
- Слово о Гоголе/ Литературно-художественный альманах «Сургут литературный» № 5/ Гл. ред. Ю. А. Дворяшин. — Сургут: Фонд «Словесность»; Издательство «Зауралье», 2009. — 210 с. — с.183 — 186.
- Национальный характер и судьба русской женщины в повестях В. Г. Распутина // Сила слова: история литературы, стиль, художественная практика. М.: Изд. Лит. института им. А. М. Горького, 2013.
- Рождение романа М. А. Шолохова (первая книга Тихого Дона") // Словесное творчество : знак — образ — смысл. Сургут, 2013. С. 43-45.
- Эпический код романа М. А. Шолохова «Тихий Дон» // Актуальные проблемы обучения русскому языку". Брно (Чешская республика), Университет имени Масарика, 2014. С. 438—445.
- Шолоховский мир открыт всем // Литература в школе. 2014, № 11. С. 42-43.
- Была ли Донщина? (к вопросу о творческой истории «Тихого Дона») // Изучение творчества М. А. Шолохова на современном этапе: подходы, концепции, проблемы. Вешенская, 2014.
- М. А. Шолохов в сознании современников (к 110-летию со дня рождения писателя) // Литература в школе. 2015, № 12. С. 2-6.